# Кодзюн
Імператриця Кодзюн (яп. 香淳皇后; раніше принцеса Нагако (яп. 良子女王); нар. 6 березня 1903, Токіо — пом. 16 червня 2000, там же) — японська імператриця, дружина імператора Хірохіто, мати 125-го імператора Акіхіто. Імператрицею була протягом 74 років — більше ніж будь-яка інша імператриця Японії.

## Біографія
Принцеса Нагако народилася 6 березня 1903 року в Токіо в сім'ї принца Кітіосі (1873—1929) та його дружини Тікако Сімадзу (1879—1956). Її мати була дочкою принца Сімадзу Тадаєсі — останнього князя Сацума. Принцеса навчалася у школі для дівчаток-аристократок у Токіо разом зі своєю двоюрідною сестрою принцесою Масако Насітоморо, у майбутньому кронпринцесою Кореї. Після того, як принцеса Нагако була обрана за дружину майбутньому імператору, її шкільна програма була розширена до рівня майбутньої імператриці.
Ставши імператрицею, Нагако активно виконувала свої офіційні обов'язки як дружина імператора. Вона стала першою імператрицею, яка виїхала за кордон, відвідавши низку країн. У 1971 році вона разом з чоловіком відвідала країни Західної Європи, а в 1975 відбувся їх офіційний візит до Сполучених Штатів Америки. У народі вона відома як усміхнена імператриця.
Після смерті імператора 7 січня 1989 здоров'я імператриці похитнулося. Вона навіть не змогла бути присутньою на похороні чоловіка. Після його смерті вона здобула титул овдовілої імператриці Японії. Імператором став її старший син Акіхіто, який був імператором до 30 квітня 2019 року. У 1995 році вона стала довготривалою імператрицею Японії, побивши рекорд імператриці Кансі, яка померла 873 роки тому.
На момент своєї смерті у 2000 році їй було 97 років. З них 74 роки вона була імператрицею — більш ніж будь-яка інша. Імператор Акіхіто надав їй посмертний титул Імператриця Кодзюн. Похована в імператорському мавзолеї поряд із чоловіком.